# Diego Alfredo Lugano
Diego Alfredo Lugano Morena (Canelones, 2 de noviembre de 1980) es un exfutbolista uruguayo. Jugaba de defensa. 
Fue internacional absoluto con la selección uruguaya desde 2003 hasta 2014, alcanzando con ella 95 partidos, convirtiendo 9 goles. En La Celeste, se proclamó campeón de la Copa América de 2011, además de conseguir los cuartos puestos de la Copa Mundial de 2010 y la Copa Confederaciones 2013.
Debutó en 1999 en Nacional, donde no fue considerado, para luego marcharse a Plaza Colonia, equipo en el cual tuvo un buen paso que le permitió fichar en el poderoso São Paulo de Brasil en 2003. Durante su estancia en el conjunto paulista, en 2005, Lugano ganó el Campeonato Paulista, la Copa Libertadores, el Campeonato Brasileirão y la Copa Mundial de Clubes, siendo esta temporada una de las más exitosas en la carrera del jugador que hicieron que emigrara al Viejo Continente, donde jugó en equipos de la talla de Fenerbahçe y París Saint-Germain.

## Trayectoria

### Comienzos y éxito en São Paulo
Nacido y criado en Canelones, se trasladó a Montevideo para jugar en las divisiones inferiores en Nacional, donde fue ascendido al primer equipo por el DT Hugo De León en 1999.
Pero ante la falta de oportunidades que tuvo en la temporada anterior, en 2002 se marchó a Plaza Colonia, donde fue dirigido por Diego Aguirre, y fue protagonista de una exitosa campaña, donde vencieron a Peñarol en el Estadio Centenario por primera vez en la historia del club, clasificaron a la liguilla para la Copa Libertadores de 2003, entre otros logros. Tras esto y un breve paso por el Bolso, el central firmaría en São Paulo de la Serie A, equipo consolidado de Brasil y del continente. En 2005, el defensor conseguiría el Campeonato Paulista, la Copa Libertadores, el Campeonato Brasileirão e incluso la Copa Mundial de Clubes, la cual ganaron por 1 a 0 al Liverpool en la final, con anotación a los 27 minutos del mediocampista Mineiro. En junio de 2006, después de que el equipo paulista perdiera la final de la Copa Libertadores contra Internacional, el zaguero charrúa se desvincularía del equipo y viaja a Turquía.

### Fenerbahçe

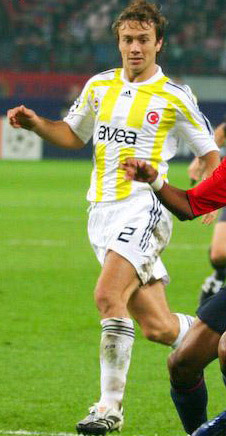
Lugano en 2007, jugando en el Fenerbahçe.

El 22 de agosto de 2006, puso fin a su contrato con los paulistas y firmó por el Fenerbahçe de Turquía, un vínculo que lo mantendría por tres temporadas en el elenco de Estambul, en un precio de transacción de €7,5 millones.
En su llegada al elenco turco, Lugano hizo dupla defensiva con Edu Dracena (quienes fueron considerados como uno de los mejores defensores del Brasileirão), quien fue solicitado por el entrenador Zico con la finalidad de que reeditaran buenas actuaciones. El 14 de septiembre de 2006, Lugano hizo su debut por la Copa UEFA en una victoria 3–0 de local ante Randers en el Estadio Şükrü Saracoğlu, mientras que su primer gol en aquel certamen cayó en otra victoria 3–0 de local, esta vez ante el Palermo. Cabe destacar que Lugano se proclamó campeón de la Superliga de Turquía en su primera temporada, siendo uno de los pilares, justo en el centenario del club. La temporada entrante, en la UEFA Champions League 2007–08, su equipo alcanzó las semifinales ante el Chelsea, a quienes derrotaron en Turquía por 2–1, pero en el partido de ida fueron derrotados con goles de Michael Ballack (4') y el defensor portugués Ricardo Carvalho (87'), en un partido apretado y emocionante jugado en Stamford Bridge.
Tras la renuncia de Zico, y el arribo del estratega español Luis Aragonés (quien venía de entregar a la Selección española su segunda Eurocopa), la temporada comenzó con altas expectativas, sumado al cariño de la hinchada hacía Lugano por sus buenas actuaciones. El 25 de octubre de 2008, marcó su primer gol por el torneo en un triunfo 5–2 sobre el Bursaspor en casa, y durante la doble fecha de noviembre, anotó dos goles en cada partido, el primero de estos en la goleada 4–1 en el derbi ante Galatasaray, el siguiente ante el Ankaraspor en un dos a cero a favor, y finalmente terminó la Primera Ronda del Torneo 2008–09 con cuatro goles, tras anotar el 14 de diciembre en una nueva victoria 2–0, esta vez sobre Antalyaspor. Lugano comenzó el 2009 con el pie derecho tras nuevamente convertir, ahora en una paliza 7–0 sobre Hacettepe, el día 14 de febrero, para luego repetir ante Sivasspor (4–2). El 12 de abril, La Tota recibió una expulsión de cinco fechas, tras golpear a Emre Aşık, durante otro clásico ante Galatasaray, esta vez de visita en un 0–0 disputado en el Estadio Ali Sami Yen. Posteriormente en su vuelta, anotó un gol en un 1–1 de visita contra Antalyaspor en el Estadio Ataturk, cerrando una temporada goleadora con 7 goles, donde terminaron cuartos en la Superliga de Turquía.

### París Saint-Germain y etapas en España e Inglaterra
Después de que Lugano y Fenerbahçe perdieran de forma dramática el torneo 2009–10 a manos de Bursaspor, y por fin ganarlo en la edición posterior, Lugano se desvinculó de la entidad de Estambul el 27 de agosto de 2011, para unirse al París Saint-Germain a cambio de €3,5 millones, ya que su equipo estuvo involucrado en un conflicto de apuestas deportivas, cerrando de esta manera cinco exitosos años en tierras otomanas.
El 30 de agosto de 2011, Lugano fue presentado en cuadro parisino en compañía del brasileño Leonardo (histórico e incluso director deportivo del club) y debutó por la Ligue 1 en una victoria de local 1–0 sobre el Stade Brestois en el Parc des Princes. Sin embargo, La Tota con el pasar de las fechas fue relegado al banco por el estratega Antoine Kombouaré, e incluso con la salida de este y la posterior llegada de Carlo Ancelotti al banco sus opciones de triunfar se truncaban aún más, ya que por lo general optaba en poner a Alex y Mamadou Sakho en defensa.
Tras una mala temporada, el 23 de enero de 2013, Lugano fue presentado en el Málaga de la Liga BBVA. El uruguayo llegó al cuadro de Andalucía cedido por seis meses con opción de compra, pedido expresamente por Manuel Pellegrini, haciendo su debut contra el RCD Mallorca en La Rosaleda el día 27 de enero. Sin embargo, con los malagueños tuvo acción y buenas actuaciones, pero al término de la La Liga 2012/13 no se hizo efectiva su opción de compra, y meses después de desvincularse del PSG, Diego fichó por el West Bromwich Albion de la Barclays Premier League de Inglaterra.

### Cerro Porteño
El 13 de julio de 2015 firma por el Cerro Porteño de Paraguay por dos temporadas, en la tercera fecha del campeonato fue presentado ante la afición de Cerro Porteño antes del comienzo del partido con Rubio Ñu, debuta en la quinta fecha ante General Díaz marcando su primer gol de cabeza en la victoria de 4 a 0, rápidamente se gana la titularidad indiscutida y marca su primer doblete ante Sol de América en la victoria por 3 a 1. Así, durante el campeonato, su equipo pelea constantemente la punta ante Olimpia, en un partido polémico ante San Lorenzo recibe su quinta amonestación y por ende es suspendido por una fecha. En la última fecha del Campeonato, Cerro Porteño abajo 2 puntos del líder Olimpia logra igualar en puntos tras un empate del rival en un partido en simultáneo y así se extiende el campeonato a una final extra entre ambos equipos. En la final jugada un miércoles 9 de diciembre en el Defensores del Chaco, en un partido muy ajustado, Cerro Porteño cae por 2 a 1 y con la desgracia del segundo gol en contra del mismo Lugano, de esa forma Cerro Porteño se quedó con el segundo lugar.

### Regreso a São Paulo y retiro
El 5 de enero de 2016 se confirmó no continuaría en Cerro Porteño y su destino sería su antiguo equipo, el São Paulo de Brasil, donde se retiró.

## Selección nacional

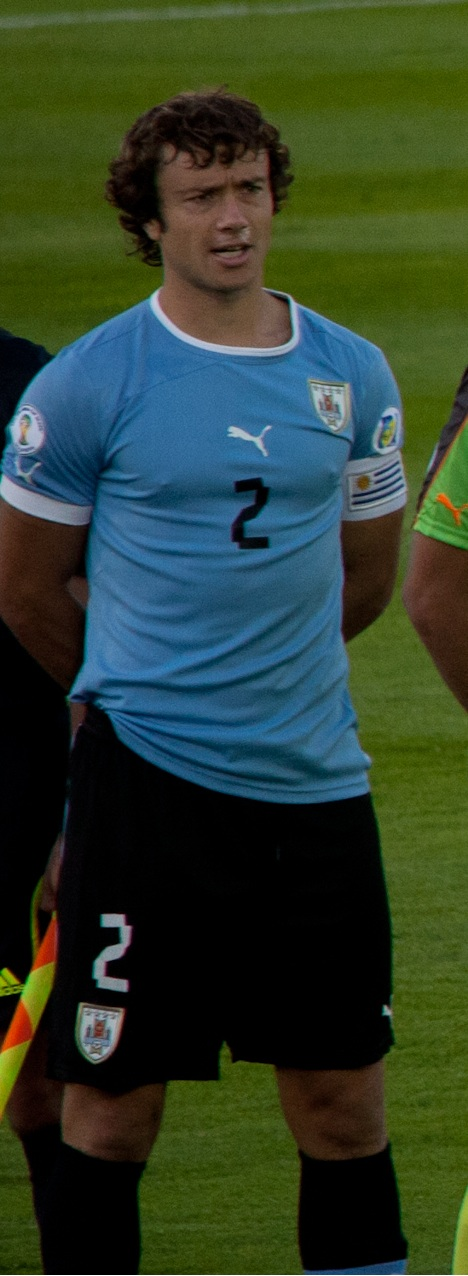
Lugano cantando el himno con la Selección Uruguaya contra Chile en noviembre de 2011.

La primera cita internacional de Lugano fue en noviembre de 2004 bajo Jorge Fossati como entrenador, para jugar un partido de Clasificatorias para la Copa Mundial de 2006 frente a Paraguay. Luego de que Uruguay no clasificara a la Copa Mundial tras perder con Australia en el repechaje, sumado al cambio de entrenador (momento de asumida de Óscar Washington Tabárez en el cargo), Lugano se fue estableciendo como titular indiscutido, siendo designado por "El Maestro" como capitán de su escuadra desde la Copa América 2007 hasta 2014, por lo que sucedió de esta forma a Paolo Montero.
Tras el buen desempeño de La Tota como capitán durante el certamen continental, Tabárez lo consideró para las Clasificatorias para la Copa Mundial de 2010, donde anotó su primer gol internacional el 14 de junio de 2008 ante la Selección Venezolana durante un partido que terminó en un empate 1–1 y fue disputado en el Estadio Centenario. Luego de que su país nuevamente quedara en el repechaje (esta vez contra Costa Rica), Lugano fue clave en la clasificación de la escuadra Charrúa a la Copa Mundial de Sudáfrica, debido a que en San José durante el partido de ida anotó el 1–0 que a Uruguay le permitió clasificar en Montevideo tras empatar.
El 11 de junio de 2010, Lugano jugó su primer partido por copas mundiales ante Francia en Ciudad del Cabo, donde realizó un correcto encuentro junto al también defensor central Diego Godín durante un juego que terminó 0–0. Sin embargo, Uruguay consiguió un valorable Cuarto puesto, luego de perder 3–2 contra la Selección Alemana. Posteriormente en 2011, Diego fue partícipe del título obtenido de la Copa América en Argentina, donde cumplió un rol fundamental como capitán, jugando todos los partidos, además de ser incluido en el equipo ideal del torneo.
El 2 de septiembre de 2011, anotó su segundo gol en el año contra Ucrania en Járkov (el primero contra República de Irlanda en marzo), para luego conseguir su primer Doblete en un triunfo 4–2 de local sobre Bolivia en octubre, válido por la primera fecha de las Clasificatorias para la Copa Mundial de 2014. Dos años después, Tabárez citó a Lugano para la Copa Confederaciones 2013, certamen donde logró su novena anotación por su combinado nacional contra Nigeria el 20 de junio, anotando el primero de la victoria 2–1 en Salvador de Bahía.
El 12 de mayo de 2014 el entrenador de la selección uruguaya, Óscar Washington Tabárez, incluyó a Lugano en la lista provisional de 25 jugadores con los que inició la preparación para el Copa Mundial de 2014. Finalmente sería confirmado en la lista definitiva de 23 jugadores el 31 de mayo. No obstante, Lugano no tuvo un rol importante como en 2010, jugando tan solo el partido inicial frente a Costa Rica.

### Participaciones en Copas del Mundo
| Mundial              | Sede      | Resultado        | Partidos | Goles |
| -------------------- | --------- | ---------------- | -------- | ----- |
| Copa Mundial de 2010 | Sudáfrica | Cuarto lugar     | 6        | 0     |
| Copa Mundial de 2014 | Brasil    | Octavos de final | 1        | 0     |

### Participaciones en Copas América
| Copa              | Sede      | Resultado    | Partidos | Goles |
| ----------------- | --------- | ------------ | -------- | ----- |
| Copa América 2007 | Venezuela | Cuarto lugar | 5        | 0     |
| Copa América 2011 | Argentina | Campeón      | 6        | 0     |

### Participaciones en Copa Confederaciones
| Copa                      | Sede   | Resultado    | Partidos | Goles |
| ------------------------- | ------ | ------------ | -------- | ----- |
| Copa Confederaciones 2013 | Brasil | Cuarto lugar | 4        | 1     |

## Trayectoria
| Club                 | País          | Año           | Part. | Goles | Prom. |
| -------------------- | ------------- | ------------- | ----- | ----- | ----- |
| Nacional             | Uruguay       | 1998-2002     | 6     | 0     | 0,00  |
| Plaza Colonia        | Uruguay       | 2002          | 15    | 4     | 0,27  |
| São Paulo            | Brasil        | 2003-2006     | 96    | 8     | 0,08  |
| Fenerbahçe           | Turquía       | 2006-2011     | 188   | 27    | 0,14  |
| París Saint-Germain  | Francia       | 2011-2012     | 21    | 1     | 0,05  |
| Málaga (cedido)      | España        | 2012-2013     | 11    | 0     | 0,00  |
| West Bromwich Albion | Inglaterra    | 2013-2014     | 12    | 1     | 0,08  |
| BK Häcken            | Suecia        | 2015          | 11    | 0     | 0,00  |
| Cerro Porteño        | Paraguay      | 2015          | 16    | 5     | 0,31  |
| São Paulo            | Brasil        | 2016-2017     | 46    | 2     | 0,04  |
| Total carrera        | Total carrera | Total carrera | 422   | 48    | 0,11  |

## Palmarés

### Campeonatos regionales
| Título              | Club      | Sede      | Año  |
| ------------------- | --------- | --------- | ---- |
| Campeonato Paulista | São Paulo | São Paulo | 2005 |

### Campeonatos nacionales
| Título               | Club       | País    | Año  |
| -------------------- | ---------- | ------- | ---- |
| Campeonato Uruguayo  | Nacional   | Uruguay | 2000 |
| Campeonato Uruguayo  | Nacional   | Uruguay | 2001 |
| Campeonato Brasileño | São Paulo  | Brasil  | 2006 |
| Superliga de Turquía | Fenerbahçe | Turquía | 2007 |
| Supercopa de Turquía | Fenerbahçe | Turquía | 2007 |
| Supercopa de Turquía | Fenerbahçe | Turquía | 2009 |
| Superliga de Turquía | Fenerbahçe | Turquía | 2011 |

### Copas internacionales
| Título                 | Club (*)             | Sede      | Año  |
| ---------------------- | -------------------- | --------- | ---- |
| Copa Libertadores      | São Paulo            | São Paulo | 2005 |
| Copa Mundial de Clubes | São Paulo            | Yokohama  | 2005 |
| Copa América           | Selección de Uruguay | Argentina | 2011 |

### Distinciones individuales
| Distinción                                                   | Año  |
| ------------------------------------------------------------ | ---- |
| Incluido en el Equipo Ideal del Premio Craque do Brasileirão | 2004 |
| Incluido en el Equipo Ideal de América                       | 2004 |
| Incluido en el Equipo Ideal del Premio Craque do Brasileirão | 2005 |
| Incluido en el Equipo Ideal de América                       | 2005 |
| Mejor Defensa de Uruguay                                     | 2005 |
| Incluido en el Equipo ideal de la Copa América               | 2011 |

## Vida personal
Casado con Karina Roncio, tuvieron tres hijos: Nicolás, Thiago y Bianca. Sus dos hijos varones han incursionado en carreras futbolísticas. También tiene un nieto, Tomás.
Marianela Lugano, hermana de Diego, es comunicadora, y también es madre.